# مقاطعة شهرك
شهرك مقاطعة تقع إدارياً ضمن ولاية غور في أفغانستان. وتبلغ مساحتها 4350 كم².